# Saskia de Jonge
Saskia de Jonge (Scheerwolde, 22 novembre 1986) è una nuotatrice olandese.
Velocista olandese, ha vinto una medaglia d'argento con la staffetta 4x50m sl ai Campionati europei in vasca corta di Helsinki 2006.

## Palmarès
- Europei in vasca corta

Helsinki 2006: argento nella 4x50m sl.
Istanbul 2009: oro nella 4x50m sl.